# Lepidopa chilensis
Lepidopa chilensis är en kräftdjursart som beskrevs av Lenz 1902. Lepidopa chilensis ingår i släktet Lepidopa och familjen Albuneidae. Inga underarter finns listade i Catalogue of Life.